# ГЕС Дарунта
34°29′05″ пн. ш. 70°21′48″ сх. д. / 34.48472222° пн. ш. 70.36333333° сх. д.
Гребля Дарунта — гребля ГЕС на річці Кабул, розташована приблизно за 7 км на захід від Джелалабаду, столиці провінції Нангархар на сході Афганістану.
Гребля Дарунта була побудована за допомогою СРСР у 1964, і має три вертикальні поворотно-лопатеві турбіни з номінальною потужністю 3,85 МВт кожна. Спочатку, гребля мала потужність у 40 — 45 мегават електроенергії , але замулювання і пошкодження системи під час громадянської війни в Афганістані скоротила фактичний випуск до 11,5 МВт. ГЕС на початок ХХІ сторіччя у вельми кепському стані і потребує капітального ремонту, включаючи можливу заміну всіх трьох турбін .
ANHAM уклав контракт з USAID для виконання реконструкції ГЕС Дарунта. Реконструкція станції триває на початок 2010-х років Очікуваний термін завершення реконструкції — 31 січня 2012 року. 4 березня 2013 Wadsam повідомив, що USAID призупинено допомогу проекту через відмову губернатора Гуль Ага Шерзай у виконанні своєї обіцянки профінансувати 10% від загального обсягу вартість проекту 11 млн доларів США